# 대한민국의 대학 박물관 목록
대한민국에 있는 대학 박물관 목록이다.

## ㄱ ~ ㄷ
| 박물관                      | 주소                                       | 웹사이트                         |
| --------------------------- | ------------------------------------------ | -------------------------------- |
| 강원대학교 중앙박물관       | 강원특별자치도 춘천시 강원대학길 1         |                                  |
| 건국대학교 박물관           | 서울특별시 광진구 화양동 1                 | [ 깨진 링크 ( 과거 내용 찾기 ) ] |
| 경기대학교 박물관           | 경기도 수원시 영통구 이의동 산94-6         |                                  |
| 경남대학교 박물관           | 경상남도 창원시 마산합포구 월영동 449      |                                  |
| 경북과학대학교 박물관       | 경상북도 칠곡군 기산면 지산로 483          |                                  |
| 경북대학교 박물관           | 대구광역시 북구 산격동 1370                |                                  |
| 경북대학교 자연사박물관     | 대구광역시 군위군 효령면 장군리 190-2      |                                  |
| 경상대학교 박물관           | 경상남도 진주시 가좌동 900                 |                                  |
| 경성대학교 미술관           | 부산광역시 남구 대연동 110-1               |                                  |
| 경성대학교 박물관           | 부산광역시 남구 대연동 314-79              |                                  |
| 경주대학교 박물관           | 경상북도 경주시 효현동 산42-1              |                                  |
| 경희대학교 중앙박물관       | 서울특별시 동대문구 회기동 1               |                                  |
| 경희대학교 자연사박물관     | 서울특별시 동대문구 회기동 1               |                                  |
| 경희대학교 혜정박물관       | 경기도 용인시 기흥구 서천동 1              |                                  |
| 계명대학교 행소박물관       | 대구광역시 달서구 신당동 1000              |                                  |
| 고려대학교 박물관           | 서울특별시 성북구 안암동                   |                                  |
| 공군사관학교 박물관         | 충청북도 청원군 남일면 쌍수리 사서함 335-1 |                                  |
| 공주교육대학교 교육박물관   | 충청남도 공주시 봉황동 376                 |                                  |
| 관동대학교 박물관           | 강원특별자치도 강릉시 내곡동 522           |                                  |
| 광주교육대학교 교육박물관   | 광주광역시 북구 풍향동 1-1                 |                                  |
| 국립강릉원주대학교 박물관   | 강원특별자치도 강릉시 죽헌길 7             |                                  |
| 국립공주대학교 박물관       | 충청남도 공주시 공주대학로 56              |                                  |
| 국립군산대학교 박물관       | 전라북도 군산시 미룡동 산68                | 보관됨 2012-01-19 - 웨이백 머신  |
| 국립목포대학교 박물관       | 전라남도 무안군 청계면 도림리 61           |                                  |
| 국립부경대학교 박물관       | 부산광역시 남구 대연3동 599-1              |                                  |
| 국립순천대학교 박물관       | 전라남도 순천시 매곡동 315                 |                                  |
| 국립안동대학교 박물관       | 경상북도 안동시 송천동 388                 |                                  |
| 국립창원대학교 박물관       | 경상남도 창원시 의창구 사림로149번길 42    |                                  |
| 국립한국교통대학교 박물관   | 충청북도 충주시 대학로 72                  |                                  |
| 국립한국해양대학교 박물관   | 부산광역시 영도구 동삼동 1                 |                                  |
| 국민대학교 박물관           | 서울특별시 성북구 정릉동 861-1             |                                  |
| 단국대학교 석주선기념박물관 | 경기도 용인시 수지구 죽전로 152            | 홈피보기                         |
| 대구가톨릭대학교 박물관     | 경상북도 경산시 하양읍 금락1리 330         |                                  |
| 대구교육대학교 박물관       | 대구광역시 남구 대명2동 1797-6             |                                  |
| 대구대학교 박물관           | 경상북도 경산시 진량읍 내리리 15           |                                  |
| 대구한의대학교 박물관       | 경상북도 경산시 유곡동 290                 |                                  |
| 대전대학교 박물관           | 대전광역시 동구 용운동 96-3                |                                  |
| 대전보건대학교 박물관       | 대전광역시 동구 가양2동 77-3               |                                  |
| 덕성여자대학교 박물관       | 서울특별시 도봉구 쌍문동 419               |                                  |
| 동국대학교 경주박물관       | 경상북도 경주시 석장동 707                 |                                  |
| 동국대학교 박물관           | 서울특별시 중구 필동3가 26                 |                                  |
| 동덕여자대학교 박물관       | 서울특별시 성북구 하월곡2동 23-1           |                                  |
| 동신대학교 문화박물관       | 전라남도 나주시 대호동 252                 |                                  |
| 동아대학교 박물관           | 부산광역시 서구 동대신동3가 1              |                                  |
| 동의대학교 박물관           | 부산광역시 부산진구 엄광로 995             |                                  |

## ㅁ ~ ㅇ
| 박물관                             | 주소                                            | 웹사이트                        |
| ---------------------------------- | ----------------------------------------------- | ------------------------------- |
| 명지대학교 박물관                  | 경기도 용인시 처인구 남동 산38-2                |                                 |
| 배재대학교 박물관                  | 대전광역시 서구 연자1길 14                      |                                 |
| 부산대학교 박물관                  | 부산광역시 금정구 장전동 산30                   | 보관됨 2009-01-06 - 웨이백 머신 |
| 부산여자대학교 차박물관            | 부산광역시 부산진구 양정동 74                   |                                 |
| 삼육대학교 박물관                  | 서울특별시 노원구 공릉 2동 26-21                |                                 |
| 상명대학교 박물관                  | 서울특별시 종로구 홍지동 7                      |                                 |
| 서강대학교 박물관                  | 서울특별시 마포구 신수동 1                      |                                 |
| 서울대학교 박물관                  | 서울특별시 관악구 신림동 산56-1                 |                                 |
| 서울시립대학교 박물관              | 서울특별시 동대문구 서울시립대로 163            |                                 |
| 서울여자대학교 박물관              | 서울특별시 노원구 공릉2동 126                   |                                 |
| 서원대학교 한국교육자료박물관      | 충청북도 청주시 흥덕구 모충동 231               |                                 |
| 성균관대학교 박물관                | 서울특별시 종로구 명륜동3가 53                  |                                 |
| 성신여자대학교 박물관              | 서울특별시 성북구 동선동3가 249-1               |                                 |
| 세종대학교 박물관                  | 서울특별시 광진구 군자동 98                     |                                 |
| 수원대학교 박물관                  | 경기도 화성시 봉담읍 와우리 산2-2               |                                 |
| 숙명여자대학교 박물관              | 서울특별시 용산구 청파로47길 100                | 보관됨 2019-08-05 - 웨이백 머신 |
| 숙명여자대학교 정영양자수박물관    | 서울특별시 용산구 효창원길 52                   |                                 |
| 숭실대학교 한국기독교박물관        | 서울특별시 동작구 상도동 511                    |                                 |
| 신라대학교 박물관                  | 부산광역시 사상구 괘법동 산1-1                  |                                 |
| 아주대학교 도구박물관              | 경기도 수원시 영통구 월드컵로 206               |                                 |
| 연세대학교 박물관                  | 서울특별시 서대문구 연세로 50                   |                                 |
| 연세대학교 원주박물관              | 강원특별자치도 원주시 흥업면 연세대학길 1       |                                 |
| 연세대학교 의과대학 동은의학박물관 | 서울특별시 서대문구 연세로 50                   |                                 |
| 영남대학교 박물관                  | 경상북도 경산시 대학로 280                      | 보관됨 2019-08-05 - 웨이백 머신 |
| 용인대학교 박물관                  | 경기도 용인시 처인구 삼가동 470                 |                                 |
| 울산대학교 박물관                  | 울산광역시 남구 무거2동 산29                    |                                 |
| 원광대학교 박물관                  | 전라북도 익산시 신용동 344-2                    |                                 |
| 위덕대학교 박물관                  | 경상북도 경주시 강동면 유금리 525               |                                 |
| 육군사관학교 육군박물관            | 서울특별시 노원구 공릉동 사서함 77-1            |                                 |
| 을지대학교 범석의학박물관          | 경기도 성남시 수정구 양지동 212                 |                                 |
| 이화여자대학교 박물관              | 서울특별시 서대문구 이화여대길 26 (대현동 11-1) |                                 |
| 이화여자대학교 자연사박물관        | 서울특별시 서대문구 대현동 11-1                 |                                 |
| 인하대학교 박물관                  | 인천광역시 남구 용현동 253                      |                                 |

## ㅈ ~ ㅎ
| 박물관                            | 주소                                        | 웹사이트                         |
| --------------------------------- | ------------------------------------------- | -------------------------------- |
| 장로회신학대학교 박물관           | 서울특별시 광진구 광장로5길 25-1            |                                  |
| 전남대학교 박물관                 | 광주광역시 북구 우치로 91                   |                                  |
| 전북대학교 박물관                 | 전라북도 전주시 덕진구 백제대로 567         |                                  |
| 전주교육대학교 박물관             | 전라북도 전주시 완산구 서학로 50            |                                  |
| 전주대학교 박물관                 | 전라북도 전주시 완산구 천잠로 303           | [ 깨진 링크 ( 과거 내용 찾기 ) ] |
| 제주대학교 박물관                 | 제주특별자치도 제주시 제주대학로 102        |                                  |
| 조선대학교 미술관                 | 광주광역시 동구 필문대로 309                |                                  |
| 조선대학교 박물관                 | 광주광역시 동구 필문대로 309                |                                  |
| 중앙대학교 박물관                 | 경기도 안성시 대덕면 내리 산72-1            |                                  |
| 청강문화산업대학교 만화역사박물관 | 경기도 이천시 마장면 청강로 162             |                                  |
| 청주교육대학교 박물관             | 충북 청주시 흥덕구 수곡1동 135              |                                  |
| 청주대학교 박물관                 | 충청북도 청주시 상당구 내덕동 36            |                                  |
| 춘천교육대학교 박물관             | 강원특별자치도 춘천시 석사동 339            |                                  |
| 충남대학교 박물관                 | 대전광역시 유성구 궁동 220                  |                                  |
| 충남대학교 자연사박물관           | 대전광역시 유성구 궁동 220                  | [ 깨진 링크 ( 과거 내용 찾기 ) ] |
| 충북대학교 박물관                 | 충청북도 청주시 흥덕구 개신동 12            |                                  |
| 한국교원대학교 교육박물관         | 충청북도 청주시 흥덕구 강내면 다락리 산7    |                                  |
| 한국외국어대학교 박물관           | 경기도 용인시 처인구 모현읍 왕산리 산89     |                                  |
| 한남대학교 자연사박물관           | 대전광역시 대덕구 오정동 133                |                                  |
| 한남대학교 중앙박물관             | 대전광역시 대덕구 오정동 133                |                                  |
| 한림대학교 박물관                 | 강원특별자치도 춘천시 한림대학길 39         |                                  |
| 한신대학교 박물관                 | 경기도 오산시 양산동 411                    |                                  |
| 한양대학교 박물관                 | 서울특별시 성동구 왕십리로 222              |                                  |
| 한국항공대학교 항공우주박물관     | 경기도 고양시 덕양구 화전동 200-1           |                                  |
| 해군사관학교 박물관               | 경상남도 창원시 진해구 앵곡동 사서함 88-2-6 |                                  |
| 협성대학교 성서고고학박물관       | 경기도 화성시 봉담읍 상리 14                |                                  |
| 홍익대학교 박물관                 | 서울특별시 마포구 상수동 72-1               |                                  |